# Pahamunaya jihmita
Pahamunaya jihmita är en nattsländeart som beskrevs av Schmid och Donald G. Denning 1979. Pahamunaya jihmita ingår i släktet Pahamunaya och familjen fångstnätnattsländor. Inga underarter finns listade i Catalogue of Life.